# Bebryce thomsoni
Bebryce thomsoni is een zachte koraalsoort uit de familie Plexauridae. De koraalsoort komt uit het geslacht Bebryce. Bebryce thomsoni werd in 1910 voor het eerst wetenschappelijk beschreven door Nutting. 